# 벌교 도마교 및 석비
벌교 도마교 및 석비(筏橋 逃馬橋 및 石碑)는 대한민국 전라남도 보성군 벌교읍 전동리, 전동제 저수지의 물길 위에 가로 놓여진 다리와 그 주변에 서 있는 2기의 비이다. 1990년 12월 5일 전라남도의 유형문화재 제173호로 지정되었다.

## 개요
전동제 저수지의 물길 위에 가로 놓여진 다리와 그 주변에 서 있는 2기의 비이다.
다리는 ‘도매다리’라고도 불리며, 가까이 있는 부용산이 ‘약마부정(躍馬浮定:도약하려는 말의 자세) ’의 형태를 하고 있어 이 다리를 ‘도마교’라 부르게 되었다고 한다. 다리에 사용된 돌은 화강암으로, 이를 각이지게 다듬어 아래에 기둥을 세우고, 각 기둥 위로 넓적한 돌을 가로로 걸쳐 다리를 완성하였다. 본래는 지금의 길이보다 훨씬 더 길었다 하나, 1989년 여름 홍수 때 일부가 떠내려가 그 절반만이 남아있다.
주위에 남아 있는 ‘도마교비’와 ‘중수비’의 내용으로 보아, 조선 인조 25년(1645)에 처음 설치되었고, 숙종 8년(1682)에 새로이 보수를 거쳤음을 알 수 있다. 그 이후의 사정에 대해서는 기록이 남아 있지 않아 자세한 상황을 알 수 없다.
20여년전 까지만 해도 농사일은 물론이고 마을 제사를 치르는 대상의 한 일부를 차지하였으나, 마을의 공동체가 해체되면서 그러한 의식들이 사라져 그저 농사일을 돕는 존재로만 남아있다. 비록 일부가 없어져 본래의 규모는 아니나, 처음 지어진 시기와 보수된 연대를 알수가 있어 다리를 연구하는데에 중요한 역사적 자료가 되고 있다.

## 같이 보기
- 전동저수지

## 참고 문헌
- 벌교도마교및석비 - 국가유산청 국가유산포털